# Чорні сухарі
«Чорні сухарі» (рос. Чёрные сухари) — радянсько-східнонімецький художній фільм 1971 року, режисера Герберта Раппапорта за мотивами однойменної повісті Єлизавети Драбкіної. Спільне виробництво кіностудій «Ленфільм» і «DEFA». Радянська критика відзначала фільм, як «черговий значний внесок в кіноленініану». Журнал «Екран» відніс кінофільм «до розряду політичного кіно, як фільм про актуальні проблеми політики і суспільного життя». Фільм мав досить широкий міжнародний прокат і включений в експозицію Австрійського музею кіно (режисер Герберт Раппапорт народився в Австро-Угорщини і в юності був громадянином цієї держави).

## Сюжет
Листопадова революція 1918 року в Німеччині, голод і соціальні потрясіння викликають відгук у молодої Радянської влади в Росії. Для надання продовольчої допомоги формуються поїзди з хлібом. Один з них за особистим дорученням В. І. Леніна супроводжує молода революціонерка Тетяна. В дорозі вона зустрічає колишнього німецького військовополоненого Курта. Між ними виникають романтичні стосунки. Ешелон з хлібом, незважаючи на всі труднощі, доставлений. У зіткненні із загоном контрреволюційних німецьких військ Тетяна поранена. Вона повертається в Москву, а Курт їде в Берлін для продовження революційної боротьби.

## У ролях
- Наталія Варлей —  Тетяна
- Рюдігер Йозвіг —  Курт
- Артем Карапетян —  Оліветті
- Юрій Каюров —  Ленін
- Юрій Медведєв —  Миронов
- Володимир Антоник — епізод
- Микола Мерзлікін —  Воронін
- Бруно Оя —  Фред Стоун
- Олександр Лазарев — епізод
- Світлана Суховєй —  Валя
- Валентина Тализіна —  Зворикіна
- Володимир Татосов —  Свердлов
- Віктор Уральський —  Каюмов
- Роман Майданюк —  машиніст
- Наталя Четверикова — епізод

## Знімальна група
- Режисер — Герберт Раппапорт
- Сценаристи — Едіт Горріш, Михайло Блейман
- Оператори — Едуард Розовський, Рудольф Шраде
- Композитор — Олександр Мнацаканян
- Художник — Всеволод Улітко